# AXN Spin
AXN Spin je kabelski i satelitski televizijski kanal u vlasništvu Sony Pictures Television International. Kada je lansiran bio je namijenjen prvenstveno mlađoj publici, koja emitira reality emisije, crtiće, anime i televizijske serije, ali sada prikazuje reprize drugih AXN kanala.

## Povijest
Emitiranje je započelo 11. siječnja 2012. godine. Dostupan je u Poljskoj na satelitskim platformama: Cyfrowy Polsat i nc+ (HD verzija). Od 1. lipnja 2012. pridružuje se ponudi digitalne TV mreže UPC Polska i TOYA (SD verzija). Od 1. ožujka 2013. pokrenut je u Rumunjskoj na UPC-u i u ožujku 2015. na DIGI-ju. U siječnju 2014. godine pokrenut je u Srbiji, Crnoj Gori, Hrvatskoj, Sloveniji, Bosni i Hercegovini i Sjevernoj Makedoniji.
Dostupan je CAM modulima u Conaxu, Irdetu, Mediaguardu, Nagravisionu i Viaccessu.

## Logo
- Početni logotip od 2012. do 2016.
- HD Logo
- od 2016. – danas

## Vanjske poveznice
- Službena stranica AXN Spin Hrvatska (hrv.)